# UEFA-Champions-League-Finale 2025
Das UEFA-Champions-League-Finale 2025 zwischen Paris Saint-Germain und Inter Mailand war das Endspiel der UEFA Champions League 2024/25. Es fand am 31. Mai 2025 in der Allianz Arena (UEFA-Bezeichnung: Fußball Arena München) in München statt.
Paris Saint-Germain besiegte Inter Mailand mit 5:0 (2:0) und gewann erstmals den Titel.

## Hintergrundinformationen
Bei diesem Spiel handelte es sich um das erste Aufeinandertreffen beider Klubs in einem Pflichtspiel.
Für Paris Saint-Germain war es die zweite Finalteilnahme in der UEFA Champions League nach 2020 (0:1 gegen den FC Bayern München, in dessen Stadion dieses Finale stattfand), Inter Mailand hingegen verzeichnete sechs vorherige Finalteilnahmen (zuletzt 2023), von denen drei gewonnen wurden (zuletzt 2010).
Das 5:0 ist der höchste Sieg in einem Finale eines Europapokals.
Mit dem Sieg qualifizierten sich PSG für die Ligaphase der UEFA Champions League 2025/26, den UEFA Super Cup 2025, den FIFA-Interkontinental-Pokal 2025 und die FIFA-Klub-Weltmeisterschaft 2029.
Erstmals seit der Spielzeit 2003/04 stand kein englischer, spanischer oder deutscher Klub im Endspiel der UEFA Champions League.

## Weg ins Finale
→ Hauptartikel: UEFA Champions League 2024/25
Anmerkung: Die Ergebnisse werden jeweils aus Sicht der Finalisten angegeben.
| Pl. | Verein              | Sp. | S | U | N | Tore    | Diff. | Punkte |
| --- | ------------------- | --- | - | - | - | ------- | ----- | ------ |
| 13. | AC Mailand          | 8   | 5 | 0 | 3 | 014:110 | +3    | 15     |
| 14. | PSV Eindhoven       | 8   | 4 | 2 | 2 | 016:120 | +4    | 14     |
| 15. | Paris Saint-Germain | 8   | 4 | 1 | 3 | 014:900 | +5    | 13     |
| 16. | Benfica Lissabon    | 8   | 4 | 1 | 3 | 016:120 | +4    | 13     |
| 17. | AS Monaco           | 8   | 4 | 1 | 3 | 013:130 | ±0    | 13     |

| Pl. | Verein              | Sp. | S | U | N | Tore    | Diff. | Punkte |
| --- | ------------------- | --- | - | - | - | ------- | ----- | ------ |
| 2.  | FC Barcelona        | 8   | 6 | 1 | 1 | 028:130 | +15   | 19     |
| 3.  | FC Arsenal          | 8   | 6 | 1 | 1 | 016:300 | +13   | 19     |
| 4.  | Inter Mailand       | 8   | 6 | 1 | 1 | 011:100 | +10   | 19     |
| 5.  | Atlético Madrid     | 8   | 6 | 0 | 2 | 020:120 | +8    | 18     |
| 6.  | Bayer 04 Leverkusen | 8   | 5 | 1 | 2 | 015:700 | +8    | 16     |

## Spieldaten
| Paris Saint-Germain                                         | Paris Saint-Germain | Inter Mailand | Inter Mailand | Aufstellung                                         |
| ----------------------------------------------------------- | --- | --- | ------------- | --------------------------------------------------- |
| Paris Saint-Germain                                         | \| Finale \| \| 31. Mai 2025 um 21:00 Uhr (MESZ) in München (Fußball Arena) \| \| Ergebnis: 5:0 (2:0) \| \| Zuschauer: 64.327 \| \| Schiedsrichter: István Kovács ( Rumänien) 1 \| \| Spielbericht \| | \| Finale \| \| 31. Mai 2025 um 21:00 Uhr (MESZ) in München (Fußball Arena) \| \| Ergebnis: 5:0 (2:0) \| \| Zuschauer: 64.327 \| \| Schiedsrichter: István Kovács ( Rumänien) 1 \| \| Spielbericht \| | Inter Mailand | Aufstellung Paris Saint-Germain gegen Inter Mailand |
| Paris Saint-Germain                                         | Gianluigi Donnarumma – Achraf Hakimi, Marquinhos , Willian Pacho, Nuno Mendes ( 78. Lucas Hernández) – João Neves ( 84. Warren Zaïre-Emery), Vitinha, Fabián Ruiz ( 84. Senny Mayulu) – Désiré Doué ( 67. Bradley Barcola), Ousmane Dembélé, Chwitscha Kwarazchelia ( 84. Gonçalo Ramos) Cheftrainer: Luis Enrique ( Spanien) | Yann Sommer − Benjamin Pavard ( 53. Yann Aurel Bisseck, 62. Matteo Darmian), Francesco Acerbi, Alessandro Bastoni − Denzel Dumfries, Nicolò Barella, Hakan Çalhanoğlu ( 70. Kristjan Asllani), Henrich Mchitarjan ( 62. Carlos Augusto), Federico Dimarco ( 53. Nicola Zalewski) − Marcus Thuram, Lautaro Martínez Cheftrainer: Simone Inzaghi | Inter Mailand | Aufstellung Paris Saint-Germain gegen Inter Mailand |
| Paris Saint-Germain                                         | 1:0 Achraf Hakimi (12.) 2:0 Désiré Doué (20.) 3:0 Désiré Doué (63.) 4:0 Chwitscha Kwarazchelia (73.) 5:0 Senny Mayulu (86.) | | Inter Mailand | Aufstellung Paris Saint-Germain gegen Inter Mailand |
| Paris Saint-Germain                                         | Doué (65.), Hakimi (90.) | Zalewski (56.), Inzaghi (58.), Thuram (69.), Acerbi (71.) | Inter Mailand | Aufstellung Paris Saint-Germain gegen Inter Mailand |
| Paris Saint-Germain                                         | Spieler des Spiels: Désiré Doué | | Inter Mailand | Aufstellung Paris Saint-Germain gegen Inter Mailand |
| Finale                                                      | | |               |                                                     |
| 31. Mai 2025 um 21:00 Uhr (MESZ) in München (Fußball Arena) | | |               |                                                     |
| Ergebnis: 5:0 (2:0)                                         | | |               |                                                     |
| Zuschauer: 64.327                                           | | |               |                                                     |
| Schiedsrichter: István Kovács ( Rumänien) 1                 | | |               |                                                     |
| Spielbericht                                                | | |               |                                                     |

## Ausschreitungen in Frankreich
In der Nacht nach dem Finale kam es an mehreren Orten in Frankreich zu teils heftigen Ausschreitungen und Randalen. Knapp 200 Personen wurden verletzt und 559 Personen festgenommen, davon 491 in Paris. In Paris plünderten Randalierer  Geschäfte, schlugen Fensterscheiben ein und zündeten Autos an. In Dax wurde ein 17-Jähriger während den landesweiten Feiern erstochen, in Paris wurde ein Mann auf einem E-Roller von einem Auto angefahren und getötet. In Grenoble raste im Zuge der Feierlichkeiten ein Auto in eine Menschenmenge, es gab vier Verletzte. Der Fahrer verlor mutmaßlich die Kontrolle über sein Fahrzeug. Im Departement Manche musste ein Polizist in ein künstliches Koma versetzt werden, nachdem er bei Feiern von einem Feuerwerkskörper verletzt worden war.